# Campeonato Europeu de Halterofilismo de 1905
O 8º Campeonato Europeu de Halterofilismo foi realizado em Amsterdam, nos Países Baixos em 25 de maio de 1905. Contou com a presença de 12 halterofilistas competindo em uma única categoria.

## Medalhistas
| Evento           | Ouro                      | Prata                        | Bronze                   |
| ---------------- | ------------------------- | ---------------------------- | ------------------------ |
| Categoria aberta | Georg Schleidt · Alemanha | Fritz Eicheltrach · Alemanha | Andreas Maier · Alemanha |

## Quadro de medalhas
| Ordem | País     | Medalha de ouro | Medalha de prata | Medalha de bronze | Total |
| ----- | -------- | --------------- | ---------------- | ----------------- | ----- |
| 1     | Alemanha | 1               | 1                | 1                 | 3     |
| Total | Total    | 1               | 1                | 1                 | 3     |